# Juniperus standleyi
Juniperus standleyi es una especie de conífera de la familia Cupressaceae, comúnmente conocida como huitó, ciprés, o huitum. Es nativo de Guatemala y el sur de México donde crece a una altitud entre 3000 y 4250 m s. n. m.

## Taxonomía
Juniperus standleyi fue descrita por Julian Alfred Steyermark y publicado en Publications of the Field Museum of Natural History, Botanical Series 23(1): 3. 1943.
Etimología
Juniperus: nombre genérico que procede del latín iuniperus, que es el nombre del enebro.
standleyi: epíteto otorgado en honor del botánico Paul Carpenter Standley.